# Kamiji (territoire)
Pour l’article homonyme, voir Kamiji.
Le territoire de Kamiji est une entité déconcentrée de la province de la Lomami en république démocratique du Congo. Il a pour chef-lieu Kamiji.

## Commune
Le territoire compte une commune rurale de moins de 80 000 électeurs.
- Kamiji, (7 conseillers municipaux)

## Secteurs
Le territoire compte 2 secteurs :
- Kamiji
- Luekeshi